# Великое герцогство Тосканское
Тоскана, полное официальное название Вели́кое ге́рцогство Тоска́нское (итал. Granducato di Toscana, лат. Magnus Ducatus Etruriae) — государство, существовавшее в центральной Италии с 1569 по 1859 год.
Великое герцогство занимало большую часть современного итальянского региона Тоскана за исключением северных земель Масса-Каррары и республики (а позже герцогства) Лукка. Столицей великого герцогства была Флоренция.

## История
Великое герцогство возникло в результате экспансии Флорентийского герцогства (заменившего в 1532 году одноимённую республику) во главе с династией Медичи. Так, в 1557 году под власть флорентийских герцогов перешёл сосед и давний соперник Флоренции — Сиенская республика. Первым великим герцогом был провозглашён Козимо I. Его потомки правили там до пресечения династии Медичи в 1737 году.
После долгих препирательств на Венской конференции 1738 года великие державы решили передать вакантный тосканский престол Францу Стефану Лотарингскому, зятю императора Карла VI. Дело в том, что наследственное герцогство Лотарингское, все права на которое принадлежали Францу Стефану, уже давно находилось под французской оккупацией. После войны за польское наследство французский король Людовик XV настоял, чтобы его тестя Станислава Лещинского, оставшегося без престола, компенсировали предоставлением титула герцога Лотарингского (при условии, что после его смерти герцогство официально войдёт в состав Франции). В свою очередь, Франц Стефан в обмен на уступку дедовской Лотарингии получал престол Тосканы.
Сопоставляя Лотарингию с Тосканой, великие державы нашли их равнозначными с точки зрения территории, населения и хозяйственного развития. Таким образом в великом герцогстве Тосканском воцарились Габсбурги-Лотарингские — при условии, что Тоскана никогда не войдёт в состав Габсбургской монархии и будет управляться отдельно от остальных владений Габсбургов.
Во время наполеоновских войн тосканская государственность была упразднена. В 1801 году по Аранхуэсскому договору на территории Тосканы было создано королевство Этрурия, которое через 7 лет стало французской провинцией. В 1809 году сестра Наполеона Элиза была назначена штатгальтером в Этрурии с титулом великой герцогини Тосканской. В 1814 году Тоскана была возвращена великому герцогу Фердинанду III Габсбургу.
Фердинанд III примкнул к политической системе Австрии и в 1815 заключил с ней договор, по которому в случае войны тосканские войска должны были находиться в распоряжении австрийского главнокомандующего. Фердинанду ΙΙI в 1824 году наследовал его сын Леопольд II. Когда в 1840-х годах в Италии усилилось национальное движение и стремление к реформам, правительство Леопольда II первоначально старалось идти в уровень с назревшими общественными потребностями. Оно отклонило предложение Австрии о военном вмешательстве и в 1847 году обещало либеральные реформы.
В том же году после отречения от престола в Лукке герцога Карла II к Тоскане была присоединена Лукка с своей областью. Взамен этого приобретения Тоскана, согласно договорам 1817 и 1844 годов, уступила округ Понтремоли пармскому герцогу, а округ Фивиццано — герцогу Модены. Революции 1848—1849 годов не обошли Флоренцию стороной: 15 февраля 1848 года Леопольд II, по примеру неаполитанского короля, даровал Тоскане конституцию. В это время в Ломбардии вспыхнуло восстание против австрийского владычества; тосканские войска также выступили против Австрии, и Леопольд II сложил с себя титул австрийского эрцгерцога.
В июне 1848 года были открыты сенат и палата депутатов. Правительство, во главе которого стояли сперва маркиз Ридольфи, затем маркиз Каппони, оказалось не в силах остановить все более и более разгоравшееся революционное движение, предводителем которого был Гверацци. Когда в октябре Каппони вышел в отставку, Леопольд призвал в состав правительства представителей радикализма. Среди министров были Монтанелли, Гверацци и Мадзини. В тронной речи 10 января 1849 года Леопольд II обещал возобновление национальной войны с Австрией и созыв во Флоренции учредительного собрания для решения вопроса о политическом преобразовании всей Италии.
Сам Леопольд II, однако, был противником своих новых министров, 21 февраля он покинул Флоренцию и бежал в крепость Гаэту. Во Флоренции было установлено временное правительство триумвирата: Монтанелли, Мадзини и Гверацци и созвано учредительное собрание во главе с Гверацци. В апреле 1849 года умеренная либеральная партия устроила во Флоренции контрреволюцию: Гверацци и его приверженцы были арестованы, учредительное собрание распущено. Флорентийский магистрат, захватив в свои руки власть, пригласил великого герцога вернуться и управлять страной в духе изданной им конституции. Леопольд II назначил новое министерство с Бальдассерони.
В сентябре 1850 действие конституции было приостановлено, а в мае 1852 она была совсем отменена. С папской курией был заключен конкордат, в силу которого католическое духовенство получило неограниченную свободу преследовать все проявления протестантства. Перед войной, в 1859 году Леопольд II предпринял путешествие в Рим и Неаполь и условился с папой и королём Фердинандом II стать на стороне Австрии. Между тем, во Флоренции началось национальное движение и Леопольд II удалился в Австрию и отрекся от престола в пользу своего сына Фердинанда IV.
На территории Тосканы, герцогств Моденского и Пармского образовалось про-сардинское государство, получившее название Объединённые провинции Центральной Италии. Временное правительство предложило сардинскому королю Виктору Эммануилу II диктатуру, тот отклонил это предложение, но согласился взять Тоскану на время войны под свою защиту и назначил Бонкомпаньи своим генеральным комиссаром. Последний образовал министерство, с Риказоли во главе, и созвал совет (консульту). Национальное собрание единогласно проголосовало за присоединение к Сардинскому королевству. Вслед за этим декрет 22 марта 1860 года объявил о присоединении Тосканы к Сардинскому королевству. Великое герцогство Тосканское официально прекратило своё существование.